# Крістіан Гертер
Крістіан Арчибальд Гертер (англ. Christian Archibald Herter; нар. 28 березня 1895, Париж — пом. 30 грудня 1966, Вашингтон) — державний секретар США (1959–1961), губернатор штату Массачусетс (1953–1957).

## Біографія
Народився в Парижі в сім'ї американських художників Альберта Гертера і Адель Макджинні. Після повернення сім'ї в Нью-Йорк навчався в Browning School. У 1915 році закінчив Гарвардський університет. На дипломатичній службі перебував з 1916 — аташе посольства США в Німеччині. У 1917 році одружився з Мері Кароліною Пратт, дочкою Фредеріка Пратта і онучкою нафтового магната Чарльза Пратта. У 1917–1918 — спеціальний помічник держсекретаря США; в 1918–1919 — член делегації США для ведення переговорів про мир, у 1919 — брав участь у роботі Паризької мирної конференції 1919–1920; в 1919–1924 — помічник міністра торгівлі; в 1920–1921 — виконавчий секретар Ради з надання допомоги країнам Європи; в 1922 входив до складу місії Гувера в СРСР. У 1924–1936 займався видавничою і викладацькою діяльністю. У 1931–1943 — член (у 1939–1943 — спікер) законодавчих зборів, а в 1943–1953 — член Палати представників конгресу штату Массачусетс, брав активну участь у розробці та реалізації Плану Маршалла. У 1953–1957 — губернатор штату Массачусетс. У 1957–1959 — заступник держсекретаря, а в 1959–1961 — державний секретар США. У 1961–1962 — голова Атлантичної ради США; в 1962–1966 — спеціальний представник США на торгових переговорах у рамках Генеральної угоди про тарифи і торгівлю.